# Cultura russa del tè

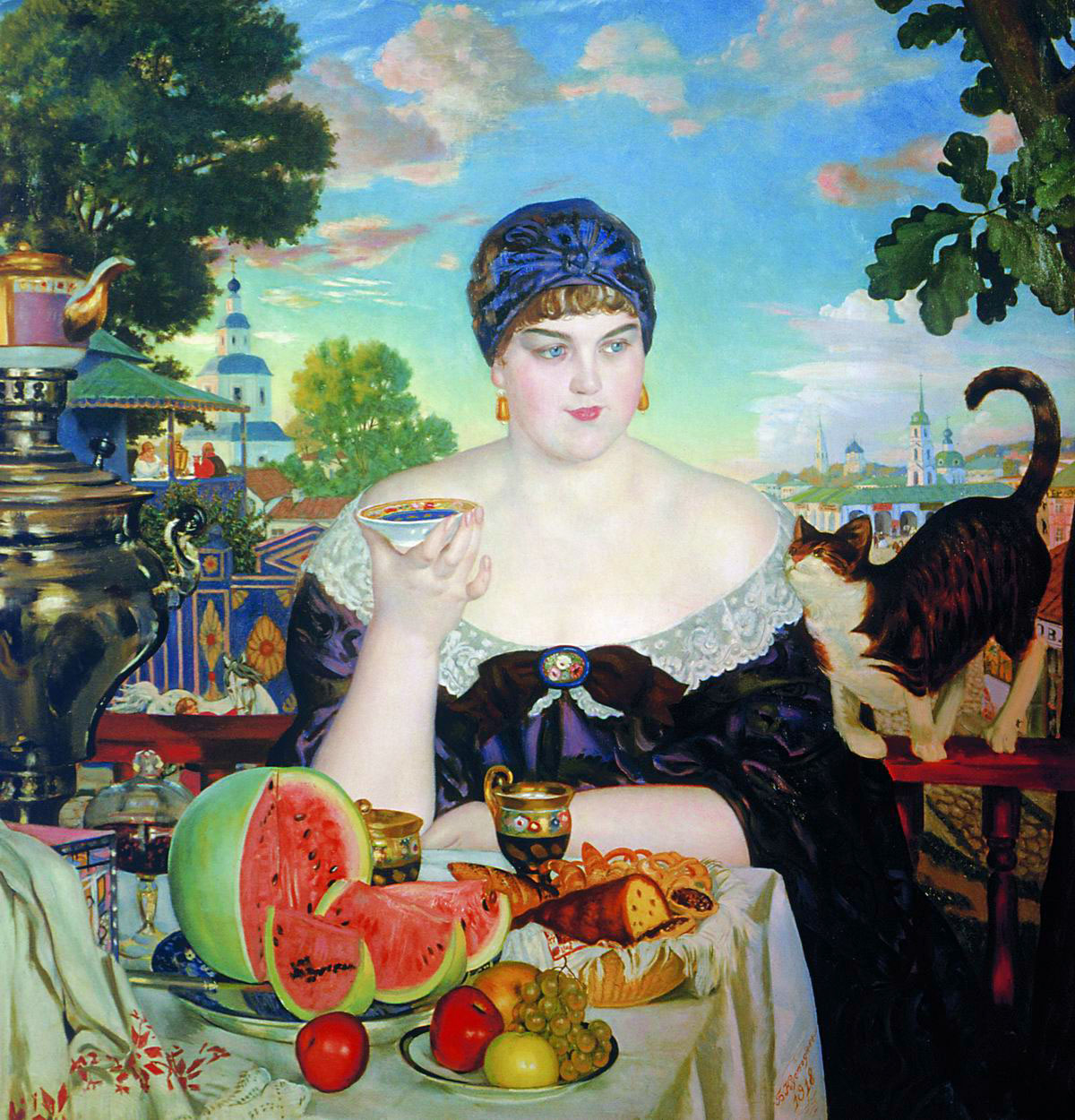
La moglie del mercante. Boris Kustodiev, 1918

Il tè è parte integrante della cultura della Russia. Secondo alcuni studi del 2005, circa l'82% della popolazione russa consuma tè quotidianamente. Il tè è una fonte di minerali e altri nutrienti che integra la dieta alimentare russa ed è usato come una risorsa alimentare a basso costo, inteso come un vero e proprio cibo più che come una bevanda.
A partire dal 1638, il tè ha avuto una storia ricca e variegata in Russia. Per causa anche del clima freddo, il tè è attualmente considerato de facto la bevanda nazionale russa, una delle bevande più diffuse del paese, venendo strettamente associata con la cultura tradizionale. Uno degli aspetti più caratteristici della tradizione russa del tè sta nella grande diffusione di un peculiare bollitore per l'acqua, chiamato samovar: diventato simbolo di accoglienza casalinga e ospitalità, è diventato un oggetto onnipresente che veniva originariamente usato solo per il tè del pomeriggio e poi, con il passare del tempo, anche per la preparazione del tè alla fine dei pasti, servito da solo o con il dessert.

## Storia

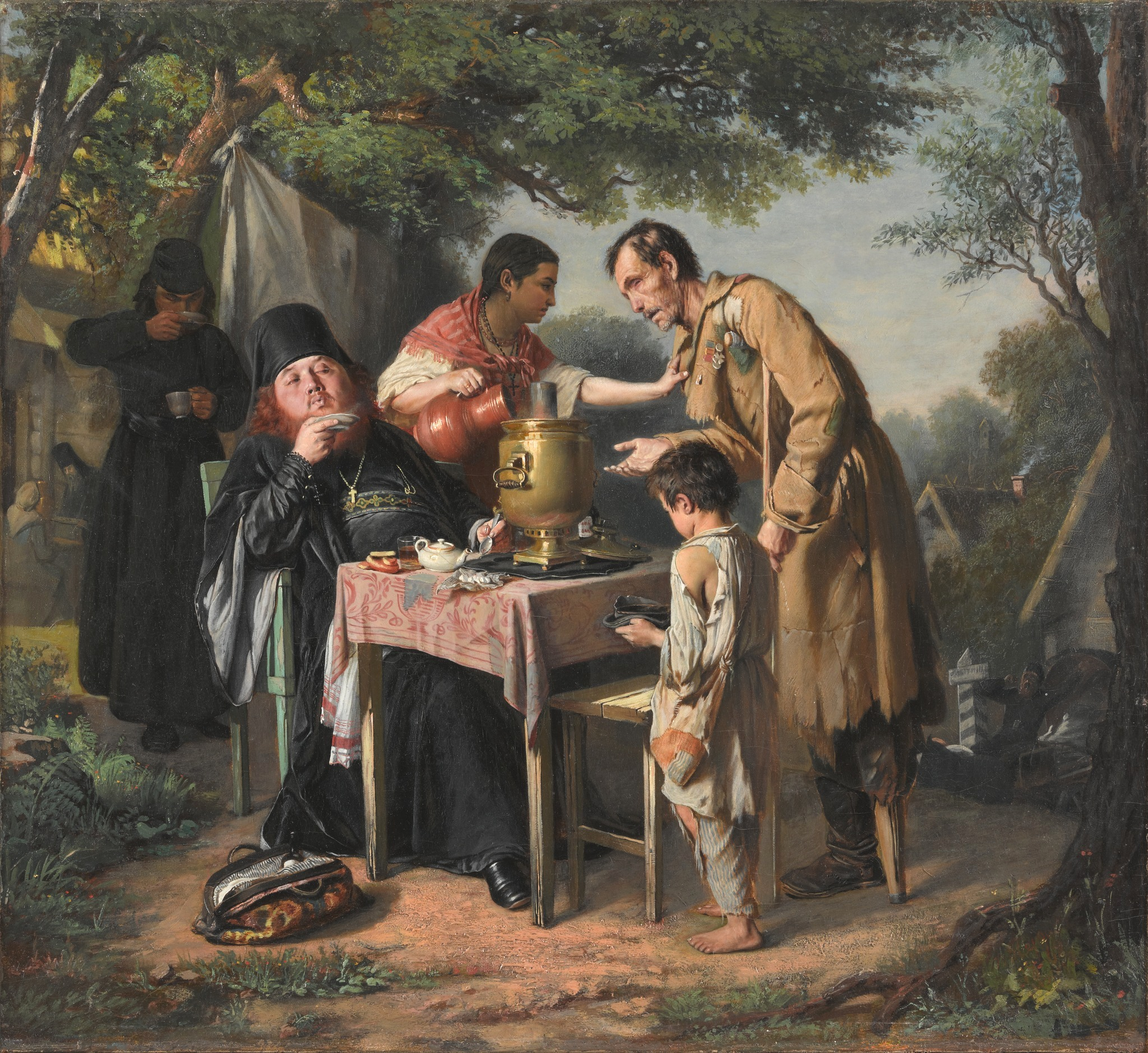
Un tè a Mytišči. Vasilij Perov, 1862

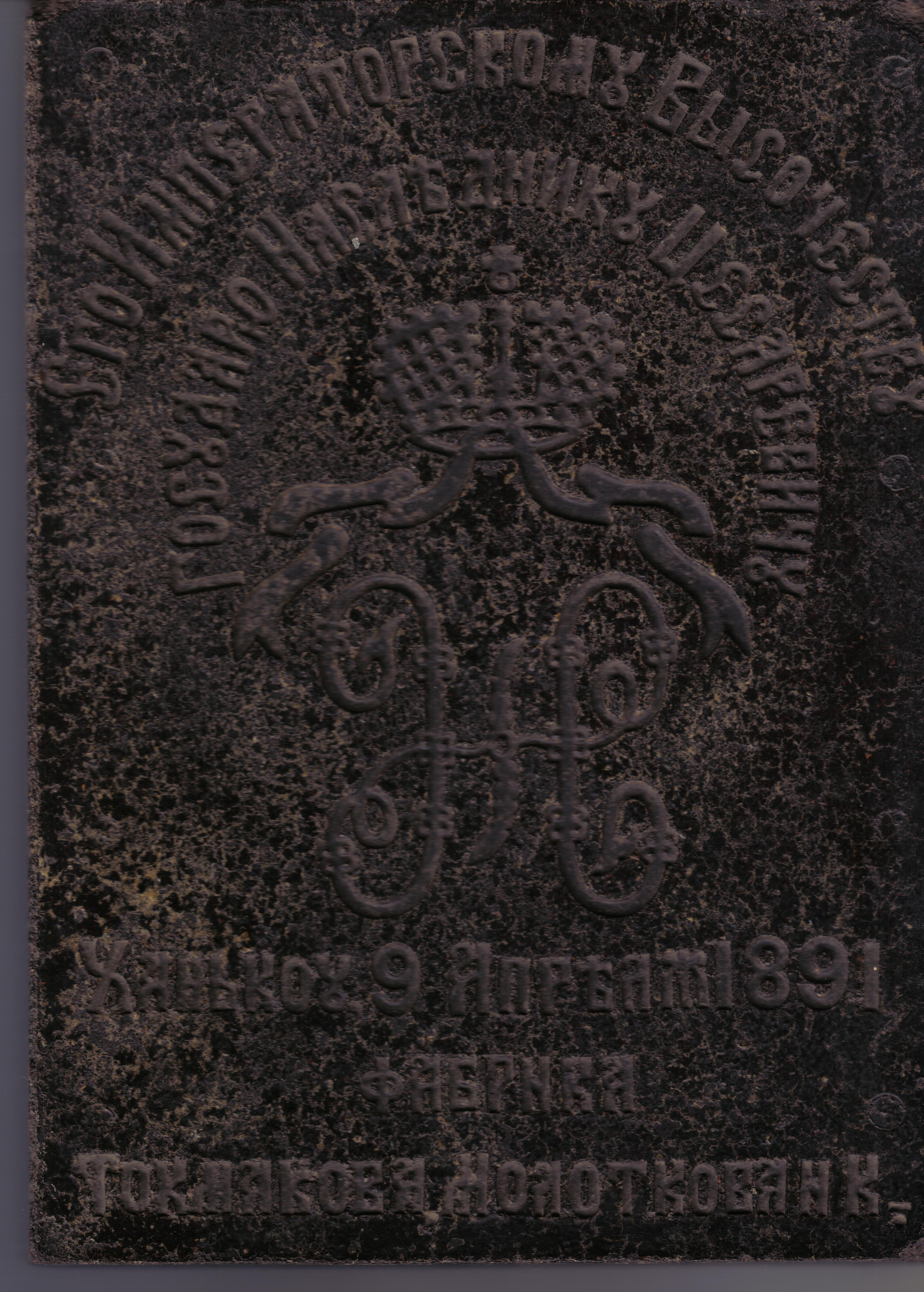
Un panetto di tè donato al Principe della Corona Nicola (futuro zar Nicola II), 1891

La prima testimonianza del tè in Russia risale al 1638, quando l'allora regnante della Mongolia Altan Khan di Khalkha donò allo zar Michele di Russia quattro pud (circa 65 kg) di tè. La donazione era il regalo diplomatico del re mongolo all'imperatore russo attraverso l'ambasciatore Vasilij Starkov: il diplomatico fu mandato nel 1636 e in un primo momento rifiutò il regalo di oltre un quintale di tè, non capendo l'utilità di una tal quantità di foglie morte, ma il Khan insistette nell'accettarne almeno una metà, e in questo modo il tè arrivò in Russia.
Nel 1679 la Russia stipulò un negoziato con la Cina per la regolare fornitura di tè attraverso carovane di cammelli, fornendo in cambio pellicce, e l'ambasciatore cinese a Mosca donò diverse casse di tè allo zar Alessio I. La difficoltà del percorso che le carovane dovevano affrontare, però, rese il tè estremamente costoso e ad appannaggio solo di nobili e abbienti. Solo nel 1689 la situazione cambiò grazie al Trattato di Nerčinsk che segnò di fatto l'annessione della Siberia alla Russia e consentì di disegnare la nuova tratta commerciale russo-cinese chiamata Via siberiana, economicamente molto più favorevole. Ulteriori facilitazioni si ebbero col successivo Trattato di Kjachta del 1727, integrazione del precedente, che rese la città il crocevia del commercio del tè.
Il crescente mercato del tè nel XVIII secolo portò Pietro il Grande a legiferare sulla questione emanando nel 1706 una legge che impediva ai mercanti non autorizzati dallo stato di operare a Pechino. Nel 1736 Caterina la Grande regolarizzò il mercato del tè, e alla sua morte nel 1796 la Russia importava circa 1'500 tonnellate di tè via carovane di cammelli, sia in foglie sciolte sia in panetti, cioè abbastanza perché il prezzo scendesse fino a rendere il tè abbordabile anche per le classi medio-basse.
Il massimo movimento di tè a Kjachta si ebbe nel 1824, mentre il 1860 fu l'anno di massimo trasporto di tè via carovana: a partire dalla fine del XIX secolo, infatti, il crescente utilizzo del trasporto su rotaia fece pian piano decadere il trasporto con i cammelli e il completamento del primo braccio della ferrovia Transiberiana nel 1880 consentì un trasporto molto più rapido, che passò da diciotto mesi a una settimana; ancora fino alla fine dell'Ottocento, comunque, la carovana di cavalli o cammelli erano l'unico mezzo per attraversare alcune aree altrimenti non raggiungibili. All'inizio del XX secolo, per ragioni commerciali la Russia smise gradualmente di importare tè direttamente dalla Cina, preferendo acquistarlo da Odessa o da Londra; nel 1905 si interruppero i trasporti via cavallo e nel 1925 la carovana cessò di essere l'unico mezzo capace di percorrere l'intera tratta del tè. Nel 2002 l'importazione di tè in Russia ammontava a circa 162 000 tonnellate..